# Aleurodaphis blumeae
Aleurodaphis blumeae är en insektsart som beskrevs av Van der Goot 1917. Aleurodaphis blumeae ingår i släktet Aleurodaphis och familjen långrörsbladlöss. Inga underarter finns listade i Catalogue of Life.